# Karl Schenk (Künstler)

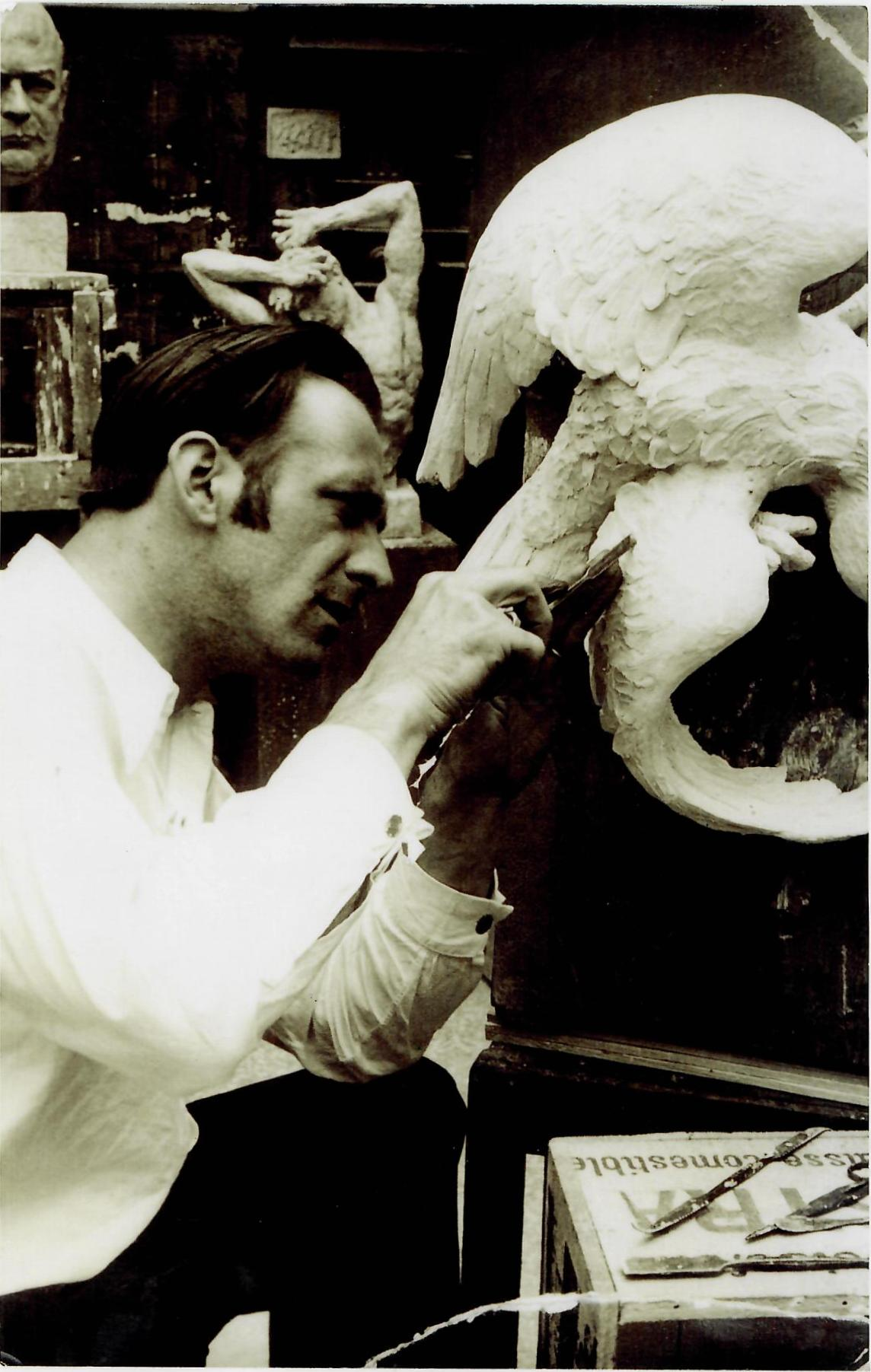
Karl Schenk in seinem Atelier Bern

Karl Schenk (* 24. Oktober 1905 in Bern; † 14. Dezember 1973 ebenda) war ein Schweizer Maler und Bildhauer.

## Leben
Schenk war Sohn eines Kunstschlossers. Während er auf Druck des Vaters eine Lehre als Grabsteinhauer absolvierte, begann er zu zeichnen und zu malen. 1934 erhielt er ein Stipendium und zog mit seiner Frau nach Paris. Hier lernte er die Bildhauer Édouard-Marcel Sandoz und Arnold Huggler kennen. Mit etwa 400 Zeichnungen kehrte er in seine Geburtsstadt Bern zurück und liess sich hier als freier Bildhauer und Maler nieder.

## Werk

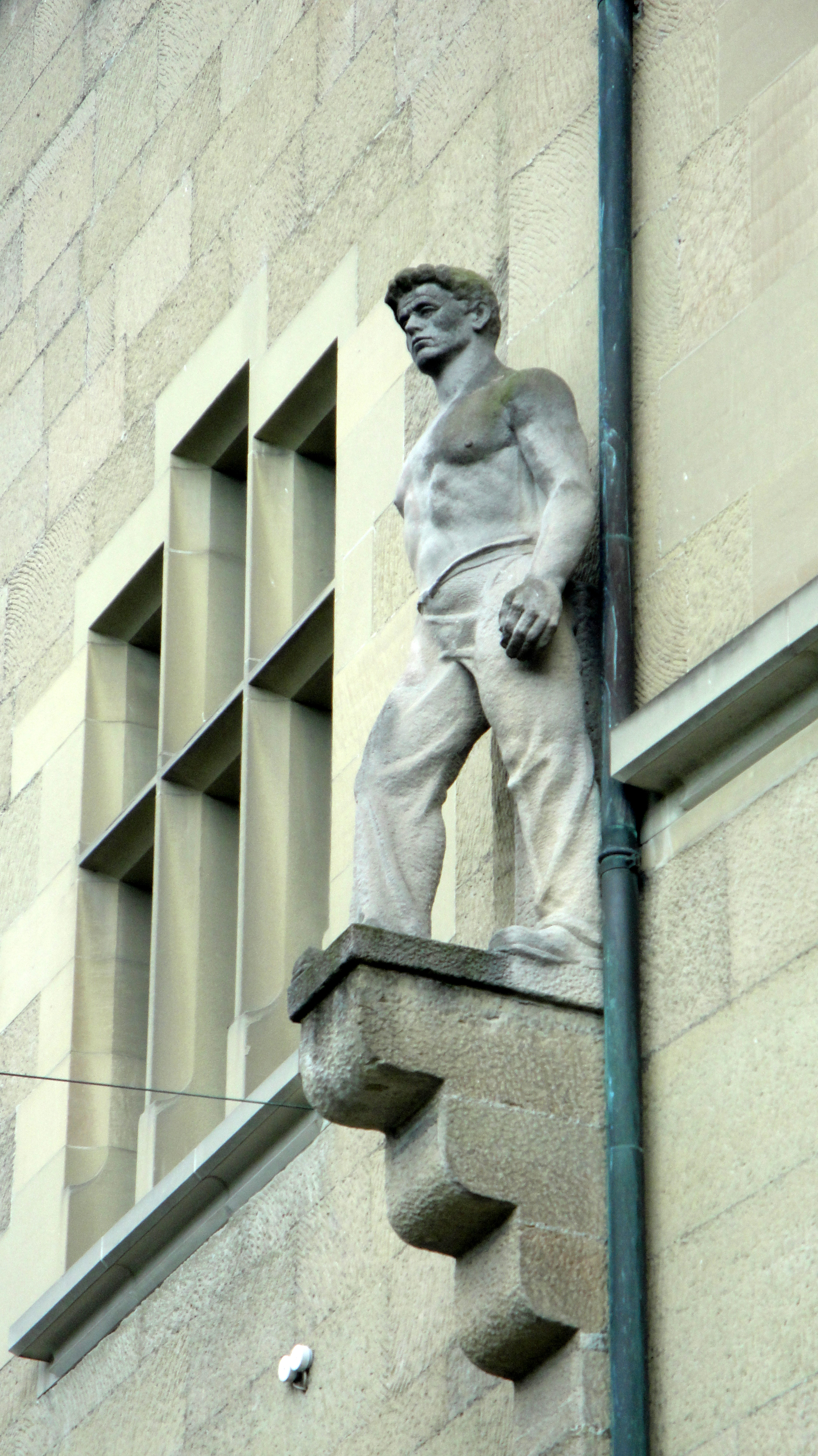
Statue Bauarbeiter von Karl Schenk an der Nordseite des Berner Rathauses.

Schenks Skulpturen und Plastiken sind zu sehen an öffentliche Gebäude und in Anlagen in Bern, Zürich, Winterthur, Solothurn, Luzern und im Tessin.
Für die Wasserversorgung der Stadt Bern schuf er ein grosses Mosaik Trinkender Faun. Im Auftrag der Gemeinde Köniz gestaltete er ein 3 × 5 m grosses Glasfenster in der örtlichen Wasserversorgung. Auch die Holzschnitzereien Gesamtes Bauernleben am stadtbernischen Gutshof in Kiesen stammen von ihm. Für die Wandbilder in der Empfangshalle des Berner Rathauses sind seine Entwürfe von 1941 erhalten.
In der Malerei, der er sich in den letzten zwanzig Lebensjahren hauptsächlich widmete, nahmen Kind und Tier eine zentrale Stellung ein. Schenks Bilder sind in Privatbesitz in der Schweiz wie auch im Ausland (Deutschland, Kanada, USA) sowie in öffentlichen Gebäuden vertreten.

## Werke (Auswahl)

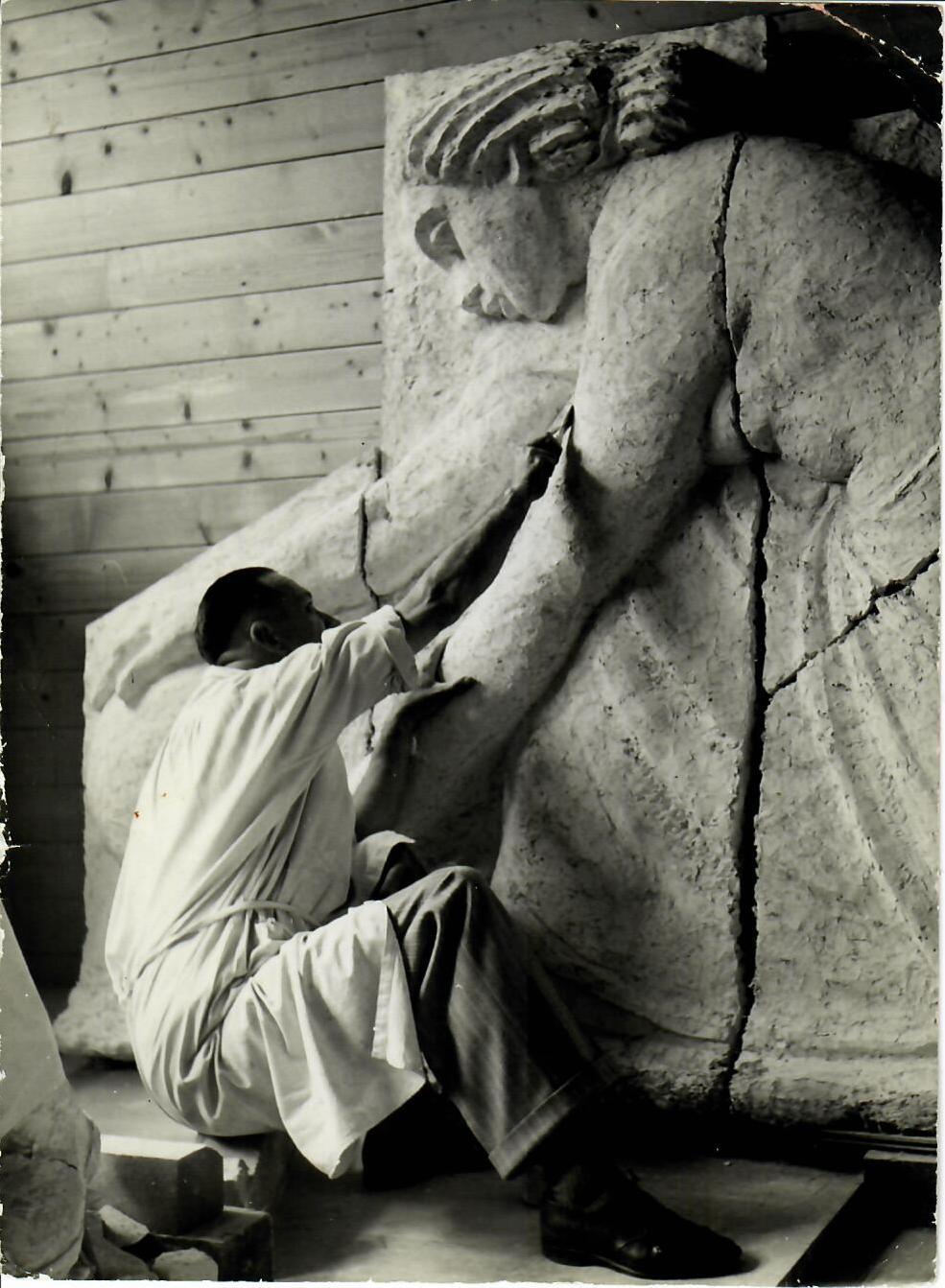
Bildhauerarbeit für die Wasserversorgung Bern

| Jahr | Werk                                                                                       | Standort                                                  | Ortschaft/Gemeinde | EN    |
| ---- | ------------------------------------------------------------------------------------------ | --------------------------------------------------------- | ------------------ | ----- |
|      | Bauarbeiter                                                                                | Nordfassade des Rathauses                                 | Bern               | [ 1 ] |
|      | Zwei Frauengestalten Sein und Werden                                                       | beim Eingang des Bremgartenfriedhofes                     | Bern               |       |
|      | Bronze Büsten von General Guisan, Bundesräte Etter, Nobs, Häberlin, Minger, Scheurer u. w. |                                                           |                    |       |
|      | Wasserschöpferin                                                                           | Fassade des Pumpwerks der Wasserversorgung der Stadt Bern | Bern               |       |
|      | Figur                                                                                      | Eingang des Friedhofs                                     | Wabern bei Bern    |       |
|      | Bronzekopf Bauernmädchen                                                                   | Halle des Bundeshauses                                    | Bern               |       |
| 1933 | Porträtbüste Robert Grimm (1881–1958), Bronze, auf der Stele des Grabes                    | Bremgartenfriedhof                                        | Bern               | [ 3 ] |
|      | Bild Die Kreuzigung Christi                                                                | Sammlung des Fürsten von Lichtenstein                     |                    |       |

## Publikationen
- Karl-Schenk-Mappe : Plastiken, Zeichnungen, Gemälde des Malers und Bildhauers Karl Schenk. Bern 1948.[4]
- Durch Kampf zum Erfolg – Karl Schenk, der Bildhauer und der Maler. 41 Kunstreproduktionen. ? Bern, o. J.[5]

## Ausstellungen
- 2013: Kulturhof Schloss Köniz[6]